# Martin Bleck
Martin Bleck (* 12. Juni 1919 in Altdamm; † 15. April 1996 in Berlin) war ein Generalleutnant der Nationalen Volksarmee (NVA) der DDR und von 1964 bis 1980 Chef der Verwaltung Inspektion des Ministeriums für Nationale Verteidigung der DDR.

## Leben
Bleck, Sohn eines Eisenbahners und einer Näherin, arbeitete nach der Volksschule und einer Ausbildung zum Kaufmann bis 1939 als Angestellter in Stettin. Mit Beginn des Zweiten Weltkriegs wurde er erst zum Reichsarbeitsdienst und dann noch 1939 in die deutsche Wehrmacht eingezogen, wo er bis Kriegsende 1945 als Oberfeldwebel diente.
Nach vorübergehenden Tätigkeiten als Landarbeiter im Kreis Aschersleben wurde Bleck noch 1945 Revierleiter der Volkspolizei (VP) in Wismar. Im selben Jahr trat Bleck in die KPD ein und wurde 1946 SED-Mitglied. 1948 absolvierte er einen Lehrgang an der Landespolizeischule Mecklenburg-Vorpommern und wurde Kommandeur der VP-Bereitschaft in Schwerin. Noch 1948 wurde er Stabschef der VP-Bereitschaft Schwerin/Rostock und 1949 Einsatzleiter der Polizeischule in Primerwald.
1949/50 nahm Bleck an einem Sonderlehrgang der Deutschen Verwaltung des Innern (DVdI) in der UdSSR teil und wurde 1950 Kommandeur der Bereitschaft der Landesvolkspolizei in Torgau, 1952 Chef der Technischen Verwaltung der VP Dessau und 1953 Kommandeur der Bereitschaft der Kasernierten Volkspolizei in Schwerin.
Von 1955 bis 1957 war Bleck Hörer an der Militärakademie des Generalstabs der Streitkräfte der UdSSR und erlangte 1957 das Diplom in Militärwissenschaften. Von 1958 bis 1964 war er als Nachfolger von Hermann Rentzsch Chef des Militärbezirks V der NVA. 1959 wurde er zum Generalmajor ernannt und im August 1964 Chef der Verwaltung Inspektion im Ministerium für Nationale Verteidigung der DDR (MfNV). Ab 1969 war er Mitglied des Nationalrats der Nationalen Front. 1971 wurde er zum Generalleutnant befördert. 1980 ging Bleck in den Ruhestand.

## Ehrungen
- 1964 Vaterländischer Verdienstorden in Silber
- 1976 Kampforden für Verdienste um Volk und Vaterland
- 1979 Vaterländischer Verdienstorden in Gold
- 1980 Verdienter Angehöriger der NVA
- 1986 Ehrenspange zum Vaterländischen Verdienstorden in Gold